# SUGV
SUGV  (англ. Small Unmanned Ground Vehicle) — дистанционно управляемый робот-разведчик. Разработан американской компанией iRobot, в рамках программы «Боевые системы будущего» (FCS). Первые экземпляры построены в 2008 году. Гусеничный робот SUGV Early весит около 13,5 кг. Робот оснащен видеокамерой, визуальная информация сразу же передается в центр управления.

## Описание устройства
SUGV относится к серии роботов военного назначения PackBot разрабатываемых компанией iRobot по заказу агентства DARPA. SUGV разработан как легкий робот, которого может переносить человек. Робот способен обеспечивать проведение военных операций в городских условиях, туннелях, трубах и подвальных помещениях. SUGV должен выполнять разведывательные функции, функции надзора, работать в опасных для человека условиях, тем самым снизив риски военнослужащих.
SUGV имеет возможность подключать дополнительное оборудование (по технологии plug-and-play). Допустимо подключать до 2.7 кг (6 фунтов) полезной нагрузки.
SUGV может управляться как с помощью стандартной системы дистанционного управления, так и с помощью геймпада игровой приставки Xbox 360 (производства компании Microsoft).

## Галерея
- Пульт управления SUGV
- Учения с использованием SUGV, Техас.
- SUGV в полевых условиях.
- SUGV крупным планом.
- SUGV с поднятой камерой.